# Henryk Martyna
Henryk Julian Martyna (ur. 14 listopada 1907 w Krakowie, zm. 17 listopada 1984 tamże) – polski piłkarz występujący na pozycji obrońcy lub napastnika, reprezentant Polski w latach 1930–1936, olimpijczyk, uczestnik kampanii wrześniowej i powstania warszawskiego.
Karierę piłkarską rozpoczął w 1920 roku w Orle Kraków, skąd po trzech latach przeniósł się do Korony Kraków. W 1928 roku rozpoczął służbę wojskową w 20 pułku piechoty na Powiślu oraz został zawodnikiem Legii Warszawa, którą reprezentował przez dziewięć lat. W tym czasie zdobył z nią trzykrotnie brązowy medal mistrzostw Polski (1928, 1930, 1931). W wyniku nałożonej dyskwalifikacji przez „Wojskowych” po odbytym rejsie do Stanów Zjednoczonych, zasilił w 1937 roku Warszawiankę i grał dla niej do momentu wybuchu II wojny światowej. W jej trakcie brał udział w kampanii wrześniowej i powstaniu warszawskim oraz uczestniczył w konspiracyjnych rozgrywkach w barwach Klubu Sportowego Radość. Po zakończeniu wojny pracował w zawodzie księgowego oraz należał do ugrupowań społeczno–politycznych.

## Kariera piłkarska

### Młodość i początki kariery
Henryk Martyna urodził się 14 listopada 1907 roku w Krakowie w kupieckiej rodzinie Marii z d. Lepucka i Franciszka. Edukację rozpoczął w Gimnazjum im. Bartłomieja Nowodworskiego, którego absolwentem został w 1922 roku. Karierę piłkarską zainaugurował dwa lata wcześniej. Trafił wówczas do Orła Kraków występującego w klasie C i reprezentował go przez trzy lata na pozycji napastnika. W latach 1923–1927 uczył się w Wyższym Studium Handlowym. W 1924 roku przeszedł do grającej w klasie B Korony Kraków i występował w niej do chwili rozpoczęcia służb służby wojskowej. W nowym zespole zadebiutował 6 kwietnia w spotkaniu z ŻRKS–em Kraków. Grał na pozycji lewego obrońcy, zaś w razie konieczności był przesuwany do linii ataku. Będąc piłkarzem Korony rozegrał cztery mecze w reprezentacji Krakowa.

### Legia Warszawa
W 1928 roku Martyna rozpoczął dwuletnią służbę wojskową w 20 pułku piechoty na Powiślu w roli kancelisty oraz został zawodnikiem Legii Warszawa. W „Wojskowych” zadebiutował 12 sierpnia w zremisowanym 1:1 meczu z Pogonią Lwów. Zagrał w tym spotkaniu na pozycji napastnika, jednak prasa zasugerowała w pomeczowej relacji, że jego miejsce jest w obronie. Trener Elemér Kovács zmienił mu wtenczas pozycję na boisku i od pojedynku z Klubem Turystów Łódź Martyna grał w defensywie. Miał z tego powodu czuć się skrzywdzonym, gdyż nie wierzył, że tą drogą zdobędzie „sławę jednego z największych polskich piłkarzy”. Legia zakończyła sezon 1928 na trzecim miejscu w tabeli ligowej. Martyna zagrał w dwunastu meczach, wszystkich możliwych od momentu debiutu.

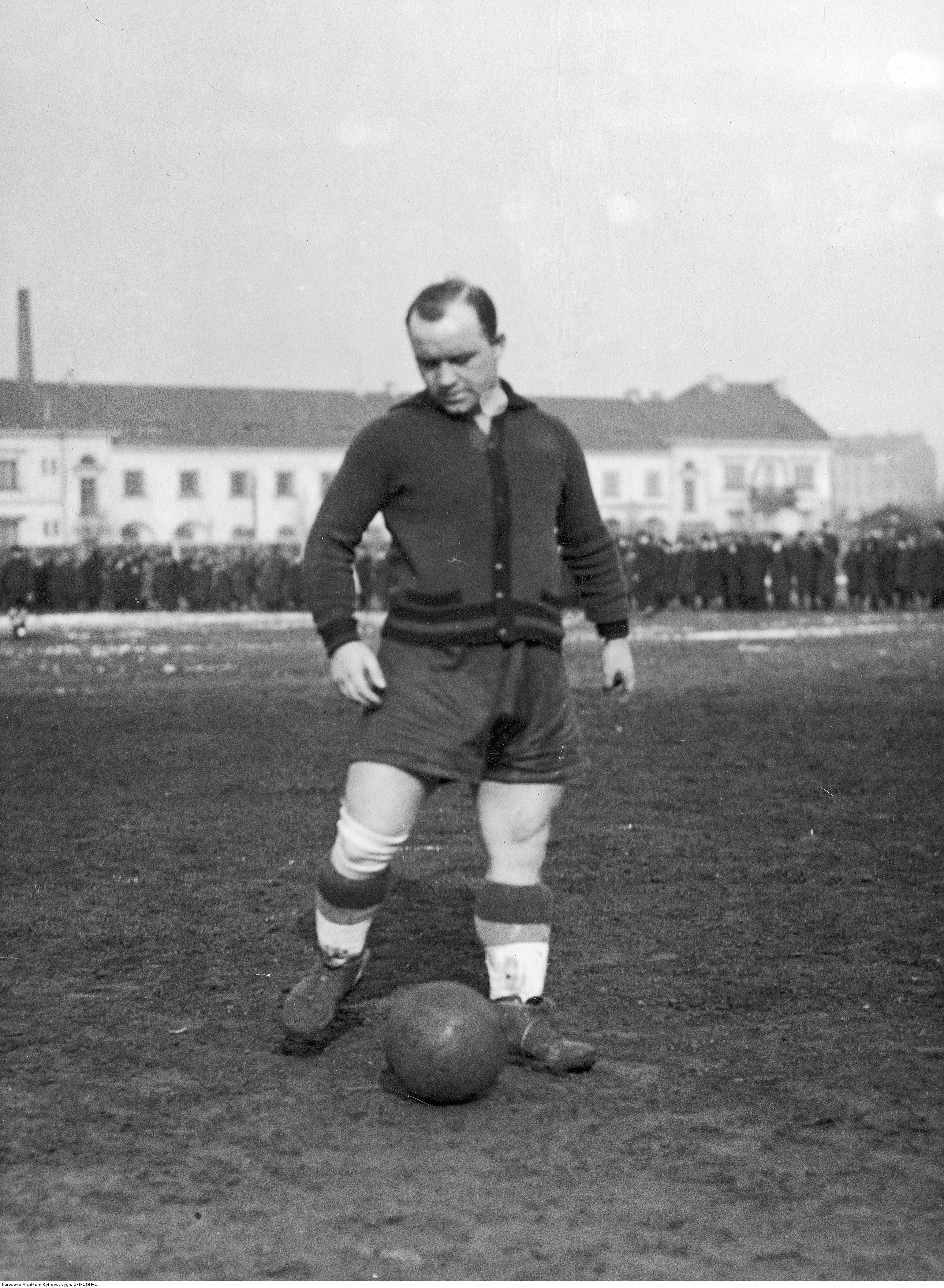
Henryk Martyna w barwach Legii Warszawa

W kwietniu 1929 roku Martyna odniósł kontuzję w wygranym pojedynku z Pogonią Lwów (0:2, 14 kwietnia 1929), jednak dograł spotkanie do końca. W maju został wykluczony z boiska przez sędziego Andrzeja Rutkowskiego w przegranym meczu z Wartą Poznań (3:1, 9 maja 1929) za brutalną grę. W czerwcu został wypożyczony do Wisły Kraków na tournée w Niemczech, gdzie „Biała Gwiazda” rywalizowała z VfB Lipsk (1:2, 22 czerwca 1929) i Guts Muts Dresden (1:2, 23 czerwca 1929). Martyna zagrał w obu spotkaniach towarzyskich, zaś w konfrontacji z VFB Lipsk strzelił gola z rzutu karnego. W sierpniu doznał stłuczenia nogi w wygranym sparingu „Wojskowych” z PSV Eindhoven (3:1, 17 sierpnia 1929), przez co nie zagrał następnego dnia w ligowej konfrontacji z Czarnymi Lwów. W październiku strzelił pierwszą bramkę w barwach Legii w wygranym spotkaniu z Pogonią Lwów (3:2, 20 października 1929). W listopadzie został przy stanie 1:1 przesunięty do linii ataku w drugiej połowie meczu z Ruchem Chorzów (1:2, 10 listopada 1929), po czym zdobył gola i wrócił na swoją nominalną pozycję. W pojedynku z Klubem Turystów Łódź (1:1, 24 listopada 1929) miał paść ofiarą brutalnej gry ze strony gości, przez co wspólnie ze Stanisławem Skwarczyńskim opuścił boisko przed zakończeniem meczu. Legia zajęła w sezonie 1929 czwarte miejsce w tabeli ligowej. Martyna zagrał w dwudziestu trzech spotkaniach i był autorem dwóch trafień.
W lipcu 1930 roku Martyna sprokurował rzut karny w przegranym meczu z Polonią Warszawa (3:1, 20 lipca 1930). W drugiej połowie sfaulował Leonarda Malika, który nie był wtenczas w posiadaniu piłki. W sierpniu Martyna wykorzystał „jedenastkę” w spotkaniu z CF Europa Barcelona (1:0, 9 sierpnia 1930), który był rozegrany w ramach inauguracji stadionu Wojska Polskiego. W listopadzie doznał kontuzji pachwiny i został zniesiony z boiska na noszach po faulu Hugo Wünscha w drugiej połowie wygranego meczu z ŁTSG–iem Łódź (8:0, 1 listopada 1930), jednak wrócił do gry przed zakończeniem konfrontacji. Legia zajęła w sezonie 1930 trzecie miejsce w tabeli ligowej. Martyna zagrał w dwudziestu dwóch spotkaniach. Był jednym z dwóch zawodników drużyny, obok Józefa Ciszewskiego, którzy zagrali we wszystkich meczach ligowych w pełnym wymiarze czasowym.
W inaugurującym sezon 1931 meczu z ŁKS–em Łódź (3:1, 29 marca 1931) opuścił w drugiej połowie boisko na dziesięć minut, wskutek zderzenia z zawodnikiem gospodarzy, Romualdem Feją. W czerwcu sprokurował rzut karny po zagraniu piłki ręką, którego nie wykorzystał Zbigniew Zarzecki oraz był autorem bramki samobójczej w przegranym spotkaniu z Warszawianką (4:2, 6 czerwca 1931). W lipcu nie wykorzystał „jedenastek” w wygranym meczu z Pogonią Lwów (1:2, 12 lipca 1931) i Czarnymi Lwów (2:1, 19 lipca 1931). W listopadzie doznał kontuzji i zszedł z boiska w spotkaniu z Pogonią Lwów (2:1, 29 listopada 1931), jednakże ostatecznie dokończył konfrontacje. Legia zakończyła rozgrywki ligowe na trzecim miejscu w tabeli. Martyna zagrał w dwudziestu jeden meczach i strzelił jednego gola.

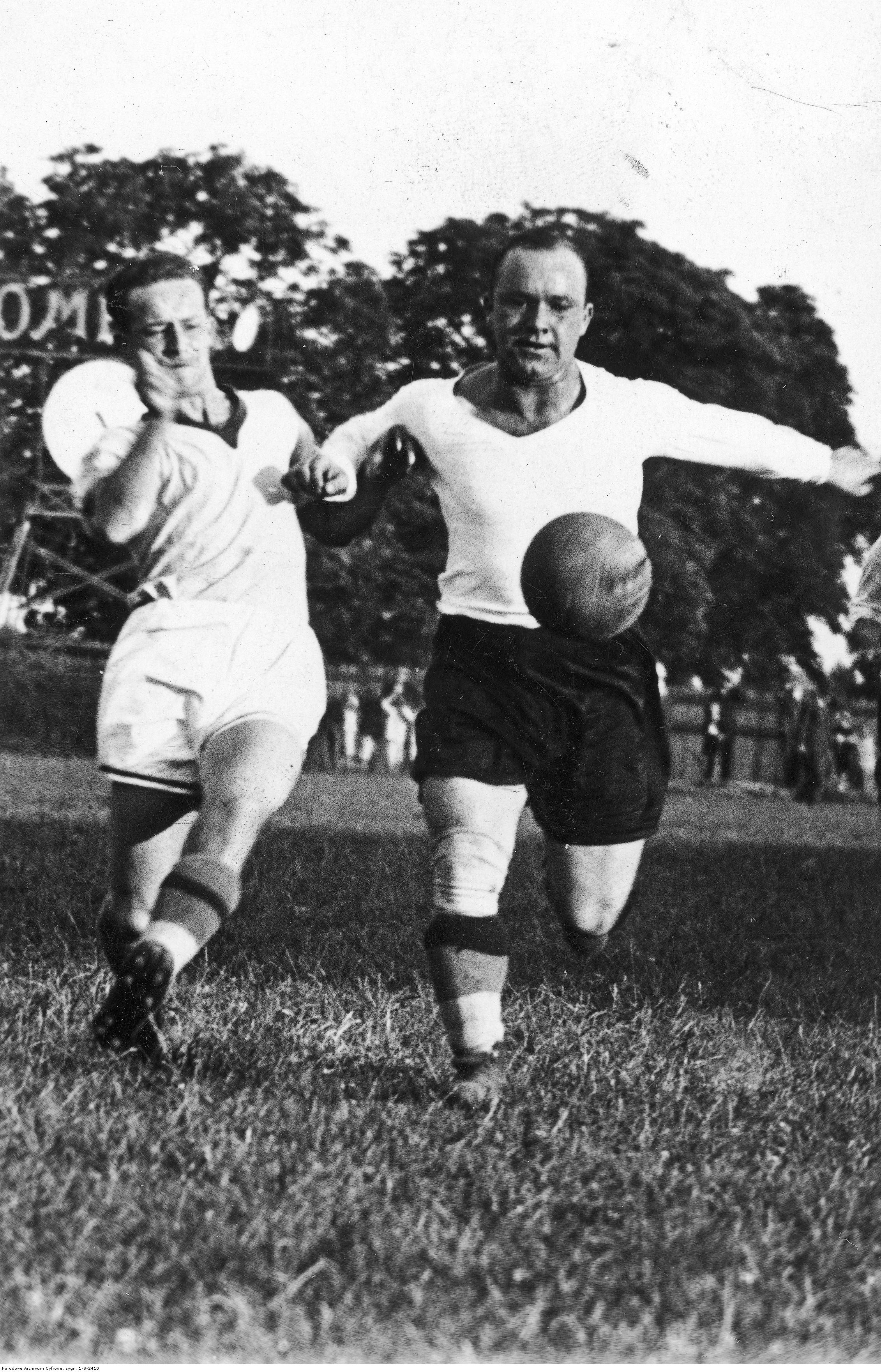
Henryk Martyna (z prawej) w pojedynku z Adolfem Zimmerem

W czerwcu 1932 roku został w drugiej połowie przegranego meczu z Pogonią Lwów (1:2, 26 czerwca 1932) przesunięty do linii ataku, po czym wywalczył rzut karny, który osobiście zamienił na honorową bramkę. We wrześniu nie wykorzystał „jedenastki” w przegranym spotkaniu z Wisłą Kraków (2:3, 11 września 1932), która według prasy miała być podyktowana „za bliżej nieokreślone przewinienie obrony w tłoku na polu karnem”. Legia zajęła na zakończenie sezonu 1932 piąte miejsce w tabeli ligowej. Martyna zagrał w dwudziestu jeden meczach i był autorem trzech trafień.
W 1933 roku Martyna przejął po Alfredzie Nowakowskim oraz Józefie Ziemianie funkcję kapitana drużyny i sprawował ją przez cztery sezony. Sezon 1933 rozpoczął od strzelenia bramek w dwóch pierwszych kolejkach. Martyna wykorzystał rzut karny w wygranych spotkaniach z WKS–em 22 pp Siedlce (4:2, 30 kwietnia 1933) i Czarnymi Lwów (1:2, 3 maja 1933). W lipcu opuścił na dziesięć minut boisko w drugiej połowie przegranego meczu z Pogonią Lwów (2:0, 16 lipca 1933), co było pokłosiem uderzenia głową w nogę Alfreda Zimmera. Martyna miał wówczas stracić przytomność. W przegranym spotkaniu reprezentacji Warszawy z SC Hakoah Wien (1:2, 23 lipca 1933) doznał w szóstej minucie kontuzji nogi i został zmieniony przez Stefana Zwierza. Wstępne informacje mówiły o sześciotygodniowej przerwie, jednak do gry wrócił po dwóch miesiącach na mecz „Wojskowych” z ŁKS–em Łódź (2:2, 24 września 1933). Legia zakończyła rozgrywki na szóstym miejscu w tabeli. Martyna wystąpił w czternastu meczach i zdobył cztery gole, dzięki czemu był trzecim najlepszym strzelcem zespołu.
W kwietniu 1934 roku Martyna był autorem bramki samobójczej w spotkaniu z Garbarnią Kraków (1:1, 22 kwietnia 1934). W czerwcu sprokurował rzut karny w wygranym meczu z Wisłą Kraków (3:2, 29 czerwca 1934), który na bramkę zamienił Stanisław Obtułowicz. Legia zajęła na zakończenie sezonu 1934 piąte miejsce w tabeli ligowej. Martyna zagrał w dwudziestu dwóch meczach i był autorem pięciu trafień, dzięki czemu był trzecim najlepszym strzelcem zespołu. Jako jedyny zawodnik „Wojskowych” wystąpił we wszystkich spotkaniach ligowych w pełnym wymiarze czasowym.
W maju 1935 roku Martyna został wykluczony z boiska w drugiej połowie meczu z Pogonią Lwów (0:1, 5 maja 1935) za faul, jakiego dopuścił się na zawodniku gości. Miał wówczas złapać za rękę przebiegającego obok rywala i pchnąć go kolanem. Mimo protestów Martyny i piłkarzy „Wojskowych”, sędzia Tadeusz Leracz nie cofnął swojej decyzji, przez co zespół zszedł z boiska, zaś arbiter odgwizdał koniec meczu. Martyna został za ten incydent zdyskwalifikowany na trzy miesiące przez wydział gier i dyscypliny Polskiego Związku Piłki Nożnej oraz pozbawiony sprawowania funkcji kapitana na rok za niesubordynację wobec decyzji sędziego. W lipcu dyskwalifikacja została zawieszona na jeden dzień, dzięki czemu zagrał w wygranym sparingu z Admirą Wacker (2:1, 17 lipa 1935). W sierpniu reszta kary została anulowana przez zarząd ligi i Martyna wrócił na boisko w meczu ze Śląskiem Świętochłowice (1:2, 11 sierpnia 1935). Legia zajęła na zakończenie sezonu 1935 dziewiąte miejsce w tabeli ligowej. Martyna zagrał w dziewięciu spotkaniach.
W kwietniu 1936 roku Martyna nie wykorzystał rzutu karnego w spotkaniu z Garbarnią Kraków (1:1, 26 kwietnia 1936). W październiku otrzymał od Stefana Nowaka, będącego wtenczas intendentem na statku pasażerskim „Batory”, propozycję wyjazdu do Stanów Zjednoczonych, gdzie załoga transatlantyku miała rozegrać w Nowym Jorku mecz rewanżowy z „polsko–amerykańskim klubem sportowym” o Puchar wydawnictwa „Nowy Świat”. Martyna miał zaplanować wyjazd w tajemnicy przed klubem wspólnie z Franciszkiem Cebulakiem, Józefem Nawrotem i Edwardem Drabińskim. Piłkarze nie mogli zejść na ląd Stanów Zjednoczonych, gdyż nie figurowali na liście pasażerów. Kapitan statku wpisał ich wtenczas na listę członków załogi, przez co Martyna widniał w spisie jako kucharz. Do kraju wrócił w listopadzie statkiem pasażerskim „Piłsudski”, choć miał wcześniej oświadczyć, „że będzie się starał pozostał w Ameryce na dłuższy czas”. Klub ukarał zawodników za ten incydent dwuletnią dyskwalifikacją i poinformował o tym fakcie Polski Związek Piłki Nożnej oraz zarząd ligi. Legia zajęła na zakończenie sezonu 1936 ostatnie, dziesiąte miejsce w tabeli ligowej i spadła z ligi. Martyna wystąpił w szesnastu meczach i był autorem trzech trafień, dzięki czemu był trzecim najlepszym strzelcem drużyny.

### Warszawianka

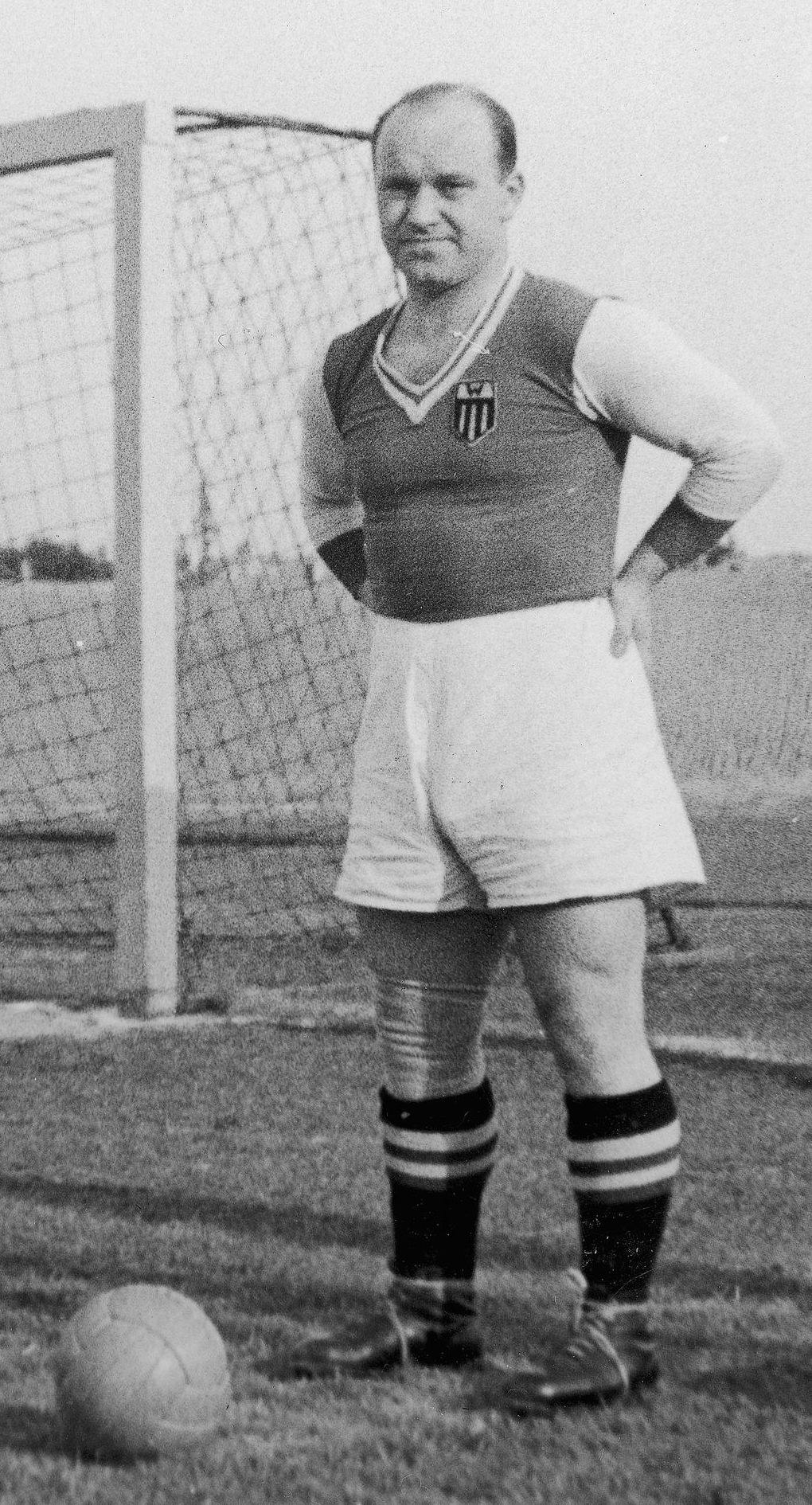
Henryk Martyna w stroju Warszawianki na Wielkiej Rewii Asów Sportu

Zdaniem Ireny Elgas, pierwszej żony Józefa Nawrota, Martyna szukał po nałożonej dyskwalifikacji przez Legię Warszawa „dobrej posady do zarabiania i gry”. Do Warszawianki trafił w kwietniu 1937 roku za namową prezesa klubu, pułkownika Leopolda Goebela, który za transfer miał zaoferować mu sześć tysięcy złotych. Pieniądze składające się na honorarium, zdaniem Ireny Elgas wyłożył lokalny budowniczy, Jan Modzelewski. W barwach nowej drużyny Martyna zadebiutował 2 maja 1937 roku w zremisowanym 1:1 meczu z Wartą Poznań. Warszawianka zakończyła sezon 1937 na siódmym miejscu w tabeli ligowej. Martyna zagrał w siedmiu spotkaniach.
W 1938 roku Martyna strzelił pierwszą bramkę w barwach Warszawianki po wykorzystaniu rzut karnego, co miało miejsce 1 maja w wygranym 3:1 meczu z Polonią Warszawa. Warszawianka zakończyła sezon 1938 na ósmym miejscu w tabeli ligowej. Martyna zagrał w szesnastu spotkaniach i był strzelcem jednego gola.
W czerwcu 1939 roku Martyna wziął udział w Wielkiej Rewii Asów Sportu na Stadionie Wojska Polskiego w Warszawie, gdzie wystąpił w turnieju dalekiego wykopu piłki. Z wynikiem pięćdziesięciu trzech metrów zajął w zawodach drugie miejsce. W lipcu uczestniczył w trzytygodniowym obozie dla instruktorów piłki nożnej, który był prowadzony przez Alexa Jamesa. W sezonie 1939 rozgrywki ligowe nie zostały ukończone ze względu na wybuch II wojny światowej. W momencie przerwania rywalizacji, Warszawianka zajmowała dziewiąte, przedostatnie miejsce w tabeli. Martyna zagrał w pięciu spotkaniach. Ostatni mecz w I lidze przed okupacją rozegrał 20 sierpnia, kiedy to Warszawianka przegrała 4:2 z Wisłą Kraków.

### II wojna światowa i lata powojenne
W czasie II wojny światowej Martyna brał udział w kampanii wrześniowej i powstaniu warszawskim. We wrześniu 1939 roku uczestniczył w obronie Modlina, jednak po kapitulacji twierdzy został wzięty do niewoli. Martyna trafił do obozu jenieckiego w Iławie, w którym przebywał do 17 listopada 1939 roku. Po zwolnieniu wrócił do Warszawy, gdzie w latach 1940–1944 prowadził sklep spożywczy. Uczestniczył również w konspiracyjnych rozgrywkach piłkarskich jako zawodnik Klubu Sportowego Radość. W czasie powstania warszawskiego był komendantem kamienicy przy ul. Mokotowskiej 52. Po upadku powstania został uwięziony w obozie jenieckim w Pruszkowie, skąd zbiegł po trzech miesiącach. W 1945 roku, po zakończeniu okupacji wojennej, wrócił do rodzinnego Krakowa. Według źródeł miał nie kontynuować kariery związanej z piłką nożną w żadnej roli. Tymczasem w lokalnej prasie Martyna figurował w składach oldbojów reprezentacji Polski czy Krakowa oraz jako trener koła sportowego sądu i prokuratury. W latach 1946–1950 był współwłaścicielem firmy poligraficznej i właścicielem sklepu w Krakowie, zaś w latach 1951–1978 pracował jako kierownik sklepu „Ars Christiana” mieszczącego się przy Pl. Mariackim 5. Należał do współzałożycieli Chrześcijańskiego Stowarzyszenia Społecznego i był wieloletnim przewodniczącym koła krakowskiego tejże organizacji. W 1971 roku został członkiem Wojewódzkiego Komitetu Frontu Jedności Narodu.

## Kariera reprezentacyjna

### Reprezentacja Polski

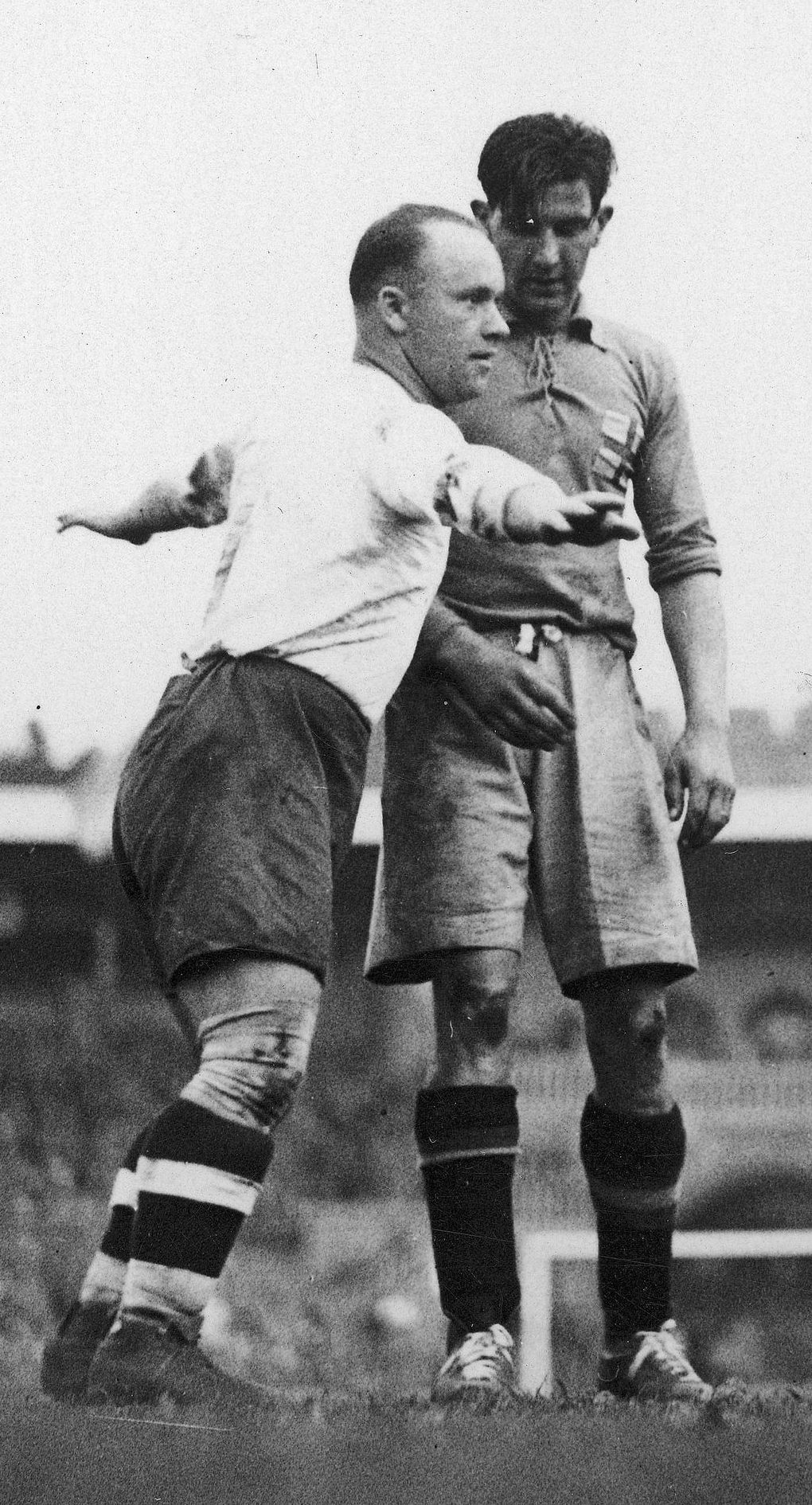
Henryk Martyna (z lewej) blokujący Gunnara Janssona w spotkaniu ze Szwecją (1934)

Martyna był reprezentantem Polski w latach 1930–1936. Wystąpił w tym czasie w dwudziestu trzech meczach i strzelił cztery bramki. Zadebiutował 28 września 1930 roku w kadrze prowadzonej przez selekcjonera Stefana Lotha w wygranym 0:3 spotkaniu przeciwko Szwecji, zaś pierwszą bramkę zdobył 25 października 1931 roku po wykorzystaniu rzutu wolnego w zwycięskim 6:3 meczu z Jugosławią. Karierę reprezentacyjną zakończył po przegranym pojedynku z Danią (2:1, 4 października 1936). W latach 1929–1936 rozegrał dziewięć spotkań nieoficjalnych, co czyni go nieformalnym rekordzistą w ilości tychże meczów dla reprezentacji Polski.

#### Puchar Europy Środkowej Amatorów 1929–1930
W 1927 roku zainaugurowano rozgrywki o Międzynarodowy Puchar Europy, w których udział brały najsilniejsze wówczas zespoły narodowe na Starym Kontynencie. Dwa lata później zorganizowano bliźniacze zawody o Puchar Europy Środkowej Amatorów, do których ze względu na poziom sportowy i sytuację finansową przydzielono reprezentację Polski. W pierwszej edycji turnieju rywalami „Biało-Czerwonych” była kadra Czechosłowacji, Węgier i Austrii. Martyna zagrał we wszystkich sześciu spotkaniach rozgrywek toczących się w latach 1929–1930 systemem mecz–rewanż. W wygranej konfrontacji z Austrią (1:3, 6 października 1929) z rzutu karnego strzelił pierwszą bramkę meczu. Dzięki temu zwycięstwu, reprezentacja Polski zagwarantowała sobie mistrzowski tytuł na kolejkę przed zakończeniem rywalizacji. Ze względu na amatorski charakter rozgrywek, wszystkie mecze są traktowane jako nieoficjalne.

#### Letnie Igrzyska Olimpijskie 1936

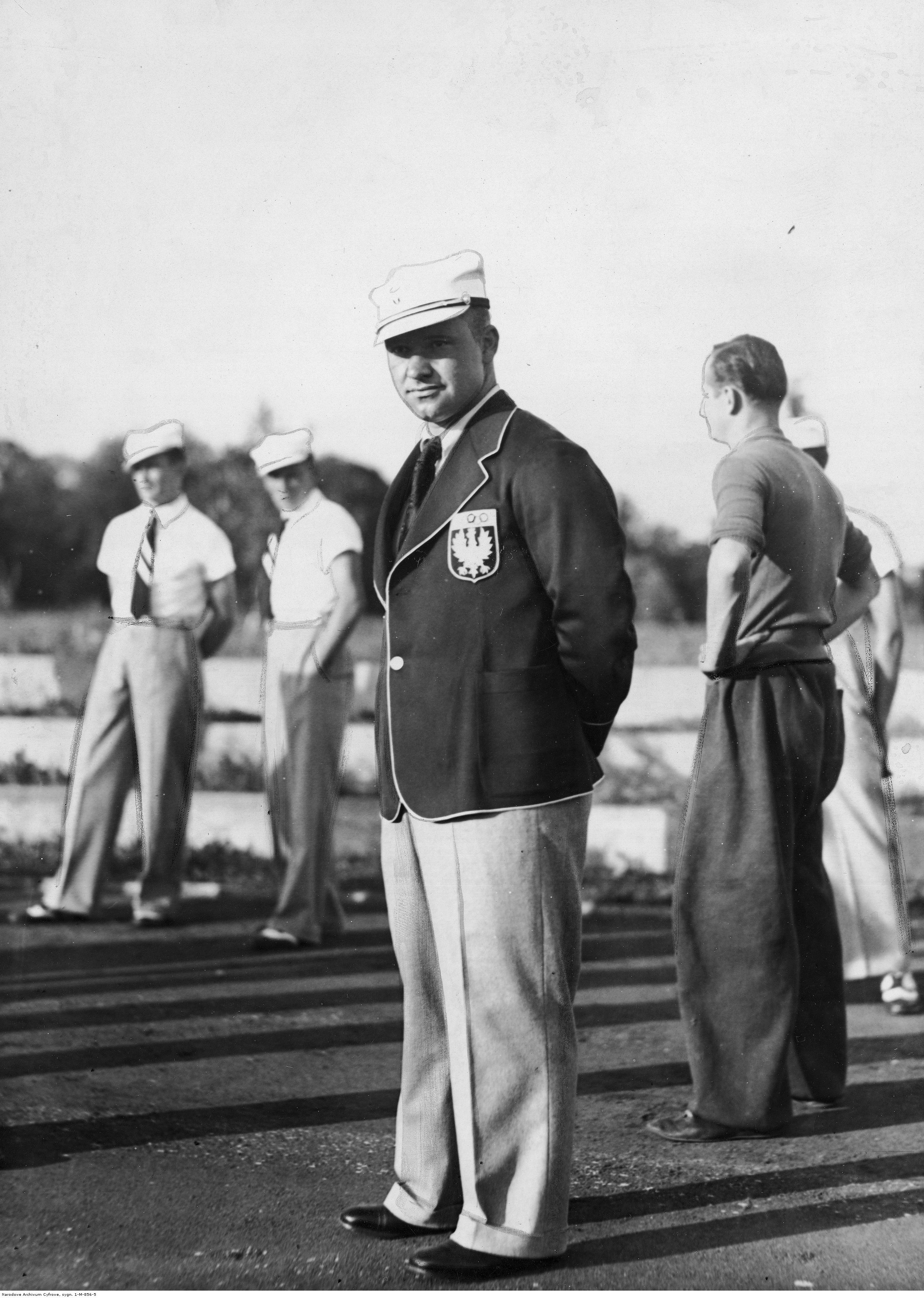
Henryk Martyna w stroju olimpijskim podczas próbnej defilady

O udziale reprezentacji Polski na letnich igrzyskach olimpijskich w Berlinie poinformował zarząd Polskiego Związku Piłki Nożnej na posiedzeniu, które miało miejsce 15 czerwca 1936. Obóz przygotowawczy do turnieju rozpoczął się 6 lipca na Stadionie Wojska Polskiego w Warszawie. Powołanie otrzymało trzydziestu sześciu graczy, wśród których znalazł się Martyna. Reprezentacja rozegrała w czasie przygotowań cztery spotkania towarzyskie. W dniach 11–12 lipca kadra zagrała dwa sparingi z Admirą Wiedeń. Martyna nie wystąpił w żadnym z nich, gdyż został zwolniony ze zgrupowania wskutek śmierci ojca. Kolejne dwa pojedynki kontrolne, mające decydować o definitywnym ustaleniu składu olimpijskiego, odbyły się w dniach 18–19 lipca. Przeciwnikiem reprezentacji Polski była węgierska drużyna Phöbus Budapeszt. Martyna zagrał w pierwszym spotkaniu (3:1, 18 lipca 1936), jednak opuścił boisko w pierwszej połowie w wyniku odniesionej kontuzji. Po zakończeniu przygotowań zarząd Polskiego Związku Piłki Nożnej zatwierdził przedstawioną przez kapitana związkowego Józefa Kałużę listę osiemnastu olimpijczyków, pośród których znalazł się Martyna.
Na letnich igrzyskach olimpijskich w Berlinie reprezentacja Polski była prowadzona przez selekcjonera Kurta Otto i kapitana związkowego Józefa Kałużę. Martyna wystąpił w trzech spotkaniach turnieju olimpijskiego i był w nich kapitanem zespołu. Na boisko pojawił się w wygranym meczu 1/8 finału z amatorską reprezentacją Węgier i ćwierćfinale z amatorską kadrą Wielkiej Brytanii (5:4, 8 sierpnia 1936) oraz przegranym półfinale z amatorską reprezentacją Austrii (1:3, 11 sierpnia 1936). W przegranym meczu o trzecie miejsce z Norwegią (2:3, 13 sierpnia 1936) pełnił rolę rezerwowego zawodnika.

## Statystyki
| Sezon | Klub           | Liga   | Liga krajowa | Liga krajowa |
| ----- | -------------- | ------ | ------------ | ------------ |
| Sezon | Klub           | Liga   | Mecze        | Bramki       |
| 1928  | Legia Warszawa | I Liga | 12           | 0            |
| 1929  | Legia Warszawa | I Liga | 23           | 2            |
| 1930  | Legia Warszawa | I Liga | 22           | 0            |
| 1931  | Legia Warszawa | I Liga | 21           | 1            |
| 1932  | Legia Warszawa | I Liga | 21           | 3            |
| 1933  | Legia Warszawa | I Liga | 14           | 4            |
| 1934  | Legia Warszawa | I Liga | 22           | 5            |
| 1935  | Legia Warszawa | I Liga | 9            | 0            |
| 1936  | Legia Warszawa | I Liga | 16           | 3            |
| 1937  | Warszawianka   | I Liga | 7            | 0            |
| 1938  | Warszawianka   | I Liga | 16           | 1            |
| 1939  | Warszawianka   | I Liga | 5            | 0            |
| Razem | Razem          | Razem  | 188          | 19           |

| Reprezentacja | Rok     | Mecze | Bramki |
| ------------- | ------- | ----- | ------ |
| Polska        | 1930    | 1     | 0      |
| Polska        | 1931    | 4     | 1      |
| Polska        | 1932    | 3     | 0      |
| Polska        | 1933    | 3     | 1      |
| Polska        | 1934    | 5     | 2      |
| Polska        | 1935    | 4     | 0      |
| Polska        | 1936    | 3     | 0      |
| Ogólnie       | Ogólnie | 23    | 4      |

| Mecze i gole w reprezentacji | Mecze i gole w reprezentacji | Mecze i gole w reprezentacji | Mecze i gole w reprezentacji | Mecze i gole w reprezentacji | Mecze i gole w reprezentacji | Mecze i gole w reprezentacji      | Mecze i gole w reprezentacji |
| Polska                       | Polska                       | Polska                       | Polska                       | Polska                       | Polska                       | Polska                            | Polska                       |
| Lp.                          | Data                         | Miejsce                      | Przeciwnik                   | Wynik                        | Gol                          | Rozgrywki                         |                              |
| ---------------------------- | ---------------------------- | ---------------------------- | ---------------------------- | ---------------------------- | ---------------------------- | --------------------------------- | ---------------------------- |
| nieoficjalny                 | 02.06.1929                   | Poznań, Polska               | Węgry                        | 5:1                          |                              | Puchar Europy Środkowej Amatorów  |                              |
| nieoficjalny                 | 04.08.1929                   | Kraków, Polska               | Czechosłowacja               | 2:2                          |                              | Puchar Europy Środkowej Amatorów  |                              |
| nieoficjalny                 | 06.10.1929                   | Graz, Austria                | Austria                      | 1:3                          | Gol                          | Pucharu Europy Środkowej Amatorów |                              |
| nieoficjalny                 | 11.05.1930                   | Budapeszt, Węgry             | Węgry                        | 3:1                          |                              | Puchar Europy Środkowej Amatorów  |                              |
| nieoficjalny                 | 15.06.1930                   | Kraków, Polska               | Austria                      | 3:1                          |                              | Puchar Europy Środkowej Amatorów  |                              |
| 1.                           | 28.09.1930                   | Sztokholm, Szwecja           | Szwecja                      | 0:3                          |                              | towarzyski                        |                              |
| nieoficjalny                 | 25.10.1930                   | Praga, Czechosłowacja        | Czechosłowacja               | 2:1                          |                              | Puchar Europy Środkowej Amatorów  |                              |
| 2.                           | 14.06.1931                   | Warszawa, Polska             | Czechosłowacja               | 0:4                          |                              | towarzyski                        |                              |
| 3.                           | 23.08.1931                   | Warszawa, Polska             | Rumunia                      | 2:3                          |                              | towarzyski                        |                              |
| 4.                           | 11.10.1931                   | Bruksela, Belgia             | Belgia                       | 2:1                          |                              | towarzyski                        |                              |
| 5.                           | 25.10.1931                   | Poznań, Polska               | Jugosławia                   | 6:3                          | Gol                          | towarzyski                        |                              |
| 6.                           | 29.05.1932                   | Zagrzeb, Jugosławia          | Jugosławia                   | 0:3                          |                              | towarzyski                        |                              |
| 7.                           | 10.07.1932                   | Warszawa, Polska             | Szwecja                      | 2:0                          |                              | towarzyski                        |                              |
| 8.                           | 02.10.1932                   | Bukareszt, Rumunia           | Rumunia                      | 0:5                          |                              | towarzyski                        |                              |
| 9.                           | 04.06.1933                   | Warszawa, Polska             | Belgia                       | 0:1                          |                              | towarzyski                        |                              |
| 10.                          | 15.10.1933                   | Warszawa, Polska             | Czechosłowacja               | 1:2                          | Gol                          | el. MŚ 1934                       |                              |
| 11.                          | 03.12.1933                   | Berlin, Niemcy               | Niemcy                       | 1:0                          |                              | towarzyski                        |                              |
| 12.                          | 21.05.1934                   | Kopenhaga, Dania             | Dania                        | 4:2                          |                              | towarzyski                        |                              |
| 13.                          | 23.05.1934                   | Sztokholm, Szwecja           | Szwecja                      | 4:2                          |                              | towarzyski                        |                              |
| 14.                          | 26.08.1934                   | Belgrad, Jugosławia          | Jugosławia                   | 4:1                          |                              | towarzyski                        |                              |
| 15.                          | 09.09.1934                   | Warszawa, Polska             | Niemcy                       | 2:5                          |                              | towarzyski                        |                              |
| 16.                          | 14.10.1934                   | Lwów, Polska                 | Rumunia                      | 3:3                          | Gol · Gol                    | towarzyski                        |                              |
| 17.                          | 18.08.1935                   | Katowice, Polska             | Jugosławia                   | 2:3                          |                              | towarzyski                        |                              |
| 18.                          | 15.09.1935                   | Wrocław, Polska              | Niemcy                       | 1:0                          |                              | towarzyski                        |                              |
| 19.                          | 06.10.1935                   | Warszawa, Polska             | Austria                      | 1:0                          |                              | towarzyski                        |                              |
| 20.                          | 03.11.1935                   | Bukareszt, Rumunia           | Rumunia                      | 4:1                          |                              | towarzyski                        |                              |
| nieoficjalny                 | 05.08.1936                   | Berlin, Niemcy               | Węgry                        | 0:3                          |                              | IO 1936                           |                              |
| nieoficjalny                 | 08.08.1936                   | Berlin, Niemcy               | Wielka Brytania              | 4:5                          |                              | IO 1936                           |                              |
| nieoficjalny                 | 11.08.1936                   | Berlin, Niemcy               | Austria                      | 3:1                          |                              | IO 1936                           |                              |
| 21.                          | 06.09.1936                   | Belgrad, Jugosławia          | Jugosławia                   | 9:3                          |                              | towarzyski                        |                              |
| 22.                          | 13.09.1936                   | Warszawa, Polska             | Niemcy                       | 1:1                          |                              | towarzyski                        |                              |
| 23.                          | 04.10.1936                   | Kopenhaga, Dania             | Dania                        | 2:1                          |                              | towarzyski                        |                              |

## Sukcesy

### Legia Warszawa
- 3. miejsce w mistrzostwach Polski (3 razy) w sezonach: 1928, 1930 i 1931[1]

## Styl gry
Martyna wyróżniał się wśród piłkarzy okresu międzywojennego tuszą i wagą, która podczas jego kariery piłkarskiej miała oscylować między 85–95 kilogramów. Pomimo znacznej masy ciała, charakteryzował się szybkością oraz skocznością. Znany był z dalekich wykopów na odległość 50–60 metrów, po których napastnicy przejmowali piłkę i stwarzali zagrożenie pod bramką przeciwnika. Odznaczał się silnym strzałem, wobec czego był desygnowany przez trenerów na wykonawcę rzutów karnych i rzutów wolnych. Dzięki dobrze wykonywanym stałym fragmentom gry był najskuteczniejszym obrońcą I ligi przed wybuchem II wojny światowej. Martyna zdobył wtenczas czternaście bramek z „jedenastek” i cztery gole po rzutach wolnych. W starciach z lepszymi technicznie i szybszymi rywalami popełniał błędy, przez co uciekał się do licznych faulów. Martyna był silny fizycznie, w związku z czym prowadził twardą walkę o piłkę.

## Życie prywatne i zawodowe
Martyna ze względu na tuszę nosił boiskowy przydomek „Antałek”, co oznacza małą beczułkę na alkohol. Przez twardą i bezkompromisową grę zyskał w niemieckiej prasie pseudonim „Moppel”, co znaczy „buldożek”. Z wykształcenia był księgowym. Pracował w dziale księgowości w firmie „Singer”, przedsiębiorstwach budujących Stadion Wojska Polskiego i obiekty Centralnego Instytutu Wychowania Fizycznego oraz firmie „Tungsram” (1932–1939). Po zakończeniu II wojny światowej był kierownikiem sklepu „Ars Christiana” (1951–1978) oraz wieloletnim przewodniczącym Chrześcijańskiego Stowarzyszenia Społecznego i członkiem Wojewódzkiego Komitetu Frontu Jedności Narodu. Był żonaty. Na emeryturę przeszedł 30 czerwca 1978 roku. Zmarł 17 listopada 1984 roku w Krakowie i został pochowany 24 listopada na Cmentarzu Podgórskim (kwatera XXXV; rząd: 7; miejsce: 6).

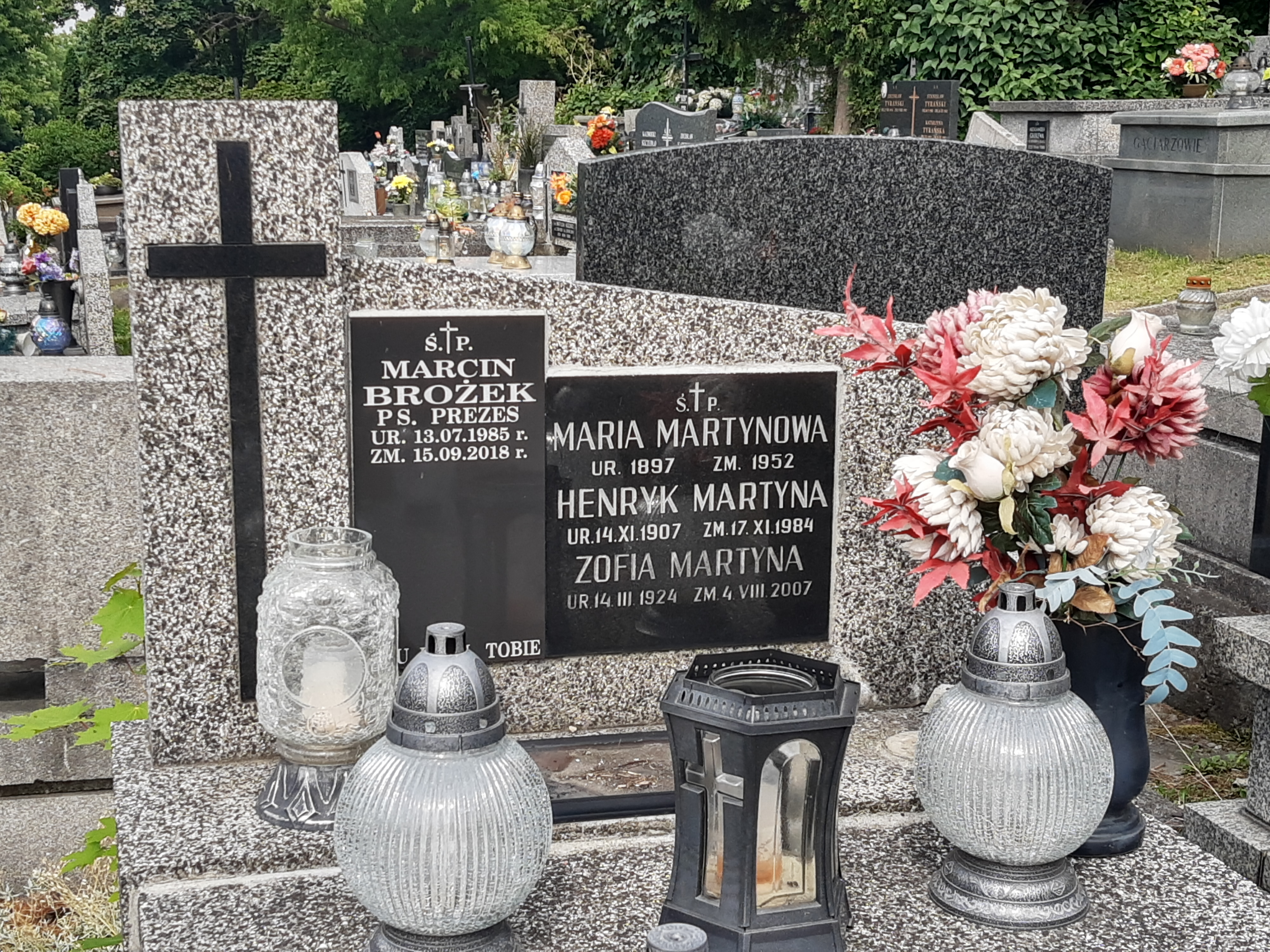
Grób Henryka Martyny na Cmentarzu Podgórskim

## Odznaczenia
- Srebrny Krzyż Zasługi (1938)[114]
- Złota odznaka z okazji jubileuszu 50–lecia Legii Warszawa (1966)[115]
- Krzyż Kawalerski Orderu Odrodzenia Polski (1970)[116]